# Aleksandar Jovanović
Aleksandar Jovanović (cirill betűkkel Александар Јовановић, Szarajevó, Jugoszlávia, 1984. október 26.) bosnyák labdarúgó, jelenleg a Szeged-Csanád Grosics Akadémia középpályása. Hétszeres U21-es válogatott.

## Pályafutása

### Klubcsapatokban
Pályafutását Leotar csapatában kezdte, 2002-ben. 2005-ig szerepelt itt.
Következő csapata a szerb első osztályban szereplő, Hajduk Kula lett. A legsikeresebb szezonja a 2010–11-es volt, ekkor huszonhét bajnokin szerepelt, és két gólt ért el.
2011-ben a Ferencvároshoz szerződött, három nap próbajáték után. Mezszáma a 7-es lett. Új csapatában 2011. június 30-án mutatkozott be tétmérkőzésen. Az Európa-liga selejtezőjében az örmény Ulisz Jerevan elleni párharc első mérkőzésén végig a pályán volt.
A tavaszi kezdés második fordulójában a Pécs ellen 2:0-ra megnyert bajnoki mérkőzésen megszerezte első gólját is.
2014. június 3-án 2+1 éves szerződést írt alá a bajnok Debreceni VSC csapatához.
2019/2020-as szezont már a Szeged-Csanád Grosics Akadémiánál kezdte meg.

### Válogatottban
Jovanović hétszeres U21-es válogatott. A felnőtt válogatottban nem szerepelt egyszer sem.

## Pályafutása statisztikái
Utolsó elszámolt mérkőzés: 2021. február 14.

## Sikerei, díjai

### Klub
Ferencvárosi TC
- Magyar ligakupa-győztes (1): 2012–2013